# Involución (programa de televisión)
Involución fue un programa de televisión que se emitía en Neox los sábados a las 19:00 y era presentado por Flipy y por Berta Collado.

## Presentadores
- Flipy (2011)
- Berta Collado (2011)
- Ignatius Farray (2011)

## Pruebas
- El amanecer de los tiempos: Esta es una ronda de pregunta – respuesta en la que los tres concursantes podrán optar entre cuatro opciones de respuesta. Si un concursante falla, el rebote pasa al siguiente concursante y, si éste también falla, salta al tercero. Cada respuesta incorrecta no recibirá penalización, y cada respuesta acertada será premiada con 100 euros.

- Selección natural: Los tres concursantes tendrán que ir "en busca del fuego" y demostrar su habilidad evolutiva en una pista americana llena de obstáculos y sorpresas. El objetivo es llevar el Fuego Primigenio a la Montaña de la sabiduría. En esta ocasión, habrá un concursante eliminado, que será expulsado de plató por Ignatius en su "troncomobil".

- Duelo de cerebros: Una vez superada la prueba de Selección Natural, quedarán tan solo dos concursantes que han evolucionado hasta convertirse en Homo sapiens. En este duelo tendrán que resolver una serie de puzles mentales para los que van a tener que "estrujarse" (literalmente) el cerebro frente a varias preguntas/prueba que plantean brain teasers visuales (leer una palabra al revés) matemáticos, o lingüísticos, además de fotos y vídeos donde tendrán que demostrar su intuición.

- Las quince y media: El concursante juega con las cartas que están encima de la mesa, mientras que Flipy juega con las que están en la piscina. Flipy se lanzará a la piscina y dónde caiga será el número de cartas que él gane.

- Flipy Esponja: Flipy, vestido de esponja tiene que meterse en una piscina de agua. Al salir, el concursante tiene que abrazarle para conseguir absorber un mínimo de 40 litros de agua.

- Las tortillas de Unicornio

- Apuestas históricas: El concursante, vestido de aguja tendrá que petar con el culo el mayor número de globos posible antes de que Flipy e Ignatius, vestidos de dromedario consigan pasar por el centro del dedal gigante.

- Piedra, papel o tijera: Tras las peripecias de la prueba anterior, el concursante finalista deberá enfrentarse a Darwin, el chimpancé de 'Involución', en un duelo al mejor de tres del juego Piedra, papel, tijera. Ganará el que primero consiga dos victorias seguidas. Si el concursante vence, el dinero que haya recaudado a lo largo de programa será donado a la ONG o Asociación que escoja vinculada con algún proyecto solidario. En caso de que el ganador fuese Darwin, el chimpancé, el dinero se donaría a una Asociación de defensa y protección de los animales.